# Kiko Martínez
Francisco Martínez Sánchez (7 de marzo de 1986; Caniles, Granada) conocido como Kiko Martínez es un boxeador profesional español. Desde el 14 de noviembre de 2021 hasta el 27 de marzo de 2022 ostentó el campeonato mundial de peso pluma de la Federación Internacional de Boxeo (FIB). Anteriormente ganó el campeonato mundial de peso supergallo de la FIB, el campeonato latino del Consejo Mundial de Boxeo y los campeonatos de la Unión Europea de Boxeo de peso supergallo y peso pluma.
En el amateurismo Martínez peleó en 40 ocasiones sin perder una sola pelea y noqueó a 38 de sus oponentes.

## Carrera profesional
Kiko Martínez debutó como profesional el 11 de junio de 2004, frente a David Casero, en La Cubierta de Leganés, ganando por TKO en el tercer asalto. Sus siguientes 10 peleas las ganó noqueando a sus rivales antes del quinto asalto, lo que le hizo ganar el apelativo de La Sensación.

### Primer título europeo
El 10 de marzo de 2006 le dan la oportunidad de pelear por el título de la UE (Unión Europea). Martínez se enfrentó al campeón, Salem Bouaita por el título del peso supergallo en Elche. Martínez ganó por decisión unánime en 10 asaltos.

### Segundo título europeo
Después cuatro victorias más Kiko se convirtió en el aspirante oficial al título europeo EBU del supergallo, que disputó frente al campeón Irlandés Bernard Dunne's el 25 de agosto de 2007 en el Point Theatre, Dublín, Irlanda. Fue su primera victoria fuera de España.
Martínez derrotó  a Dunne al que derribó en repetidas ocasiones en el primer asalto provocando que el árbitro detuviera el combate dando vencedor a Kiko Martínez por nocaut en el primer asalto. Las apuestas eran de 60 a 1 a favor del local.

### Primera derrota
Kiko Martínez realizó su primera defensa del título EBU supergallo ante Rendall Munroe en el Harvey Hadden Leisure Centre, Nottingham el 7 de marzo de 2008, perdiendo a los puntos por decisión mayoritaria en 12 asaltos con las siguientes puntuaciones:113–115, 113–115 y 114–114. Realizaron una revancha el 27 de febrero de 2009 también por el título europeo EBU y volvió a vencer Munroe por decisión unánime en 12 asaltos con las siguientes puntuaciones: 113-116, 112-116 y 110-118.

### Intento de conquistar el IBF
Realizó un combate eliminatorio cuyo vencedor disputó el título mundial vacante IBF del supergallo. El combate se celebró el 25 de septiembre de 2009 en Sudáfrica y su adversario fue Takalani Ndlovu, que venció a Kiko a los puntos por decisión unánime en 12 asaltos.

### Vuelven las victorias
En el año 2010 frente a Feliciano Darío Azuaga Ledesma un veterano púgil con cerca de 100 peleas profesionales en su haber gana el título interino WBO Latino supergallo, en Valladolid (España) por nocaut técnico en el tercer asalto. Este combate le hace escalar posiciones en la tabla clasificatoria siendo designado para disputar el título vacante europeo EBU supergallo, frente al otro aspirante, Arsen Martirosyan que venía de vencer a Jeremy Parodi en un ajustado combate. El combate se disputó en el National Stadium de Dublín (Irlanda). Vencerá Kiko por decisión unánime en 12 asaltos.
En 2011 en el recinto que le vio nacer como profesional, La Cubierta de Leganés, Kiko La sensación Vuelve a ganar frente al vigente campeón británico Jason Booth que contaba con un récord de 36-6-0. Durante los diez asaltos el español fue mostrando su soperioridad sobre Booth que en el décimo asalto quedó fuera de combate. Este KO confirma su línea ascendente, y escala hasta el puesto 13 de la tabla clasificatoria internacional según Boxrec.
El 9 de marzo de 2012, Arsen Martirosyan pide una revancha con el título EBU en juego. Kiko domina la totalidad del combate y en el asalto 12 el armenio afincado en Francia decide ir a por el combate, Kiko lo derriba dejándolo fuera de combate. Pierde posteriormente su campeonato de Europa en tierras irlandesas ante el talentoso Carl Framptom por nocaut técnico en el noveno asalto. Sin embargo, de la mano de Sergio "Maravilla" Martínez, que lo recluta para su promotora, llegará la oportunidad más grande de su vida por el título mundial de la IBF.

### Título supergallo IBF
El 17 de agosto de 2013, se proclamó campeón del mundo del peso supergallo, versión Federación Internacional de Boxeo (FIB), tras vencer por nocaut técnico al colombiano Jhonathan "Momo" Romero. En la post-entrevista manifestó que esperaba enfrentarse en el futuro al filipino-estadounidense Nonito Donaire. El 22 de diciembre de 2013 expuso su título supergallo en la localidad alicantina de Elche, y retuvo el título al derrotar al sudafricano Jeffrey Mathebula en nueve asaltos, cumpliendo así su defensa obligatoria.
El 23 de abril volvió a exponer su título de campeón mundial en Japón ante doble ex-campeón mundial Hozumi Hazegawa. En una espectacular pelea, Kiko mostró su enorme pegada mandando a la lona al japonés en el segundo asalto y dos veces en el séptimo donde el referí decretó el final del combate. El 6 de septiembre se realizó el combate de revancha ante Carl Frampton en el Titanic Quarter de Belfast ante 16.000 personas. El púgil norirlandés mostró su repertorio y dominó ampliamente al español, al que envió a la lona en el quinto asalto. Esta vez Frampton no pudo noquear al alicantino y la pelea se resolvió en los puntos, donde los jueces le dieron la victoria al peleador local por 119-108, 119-108 y 119-111, convirtiéndose en nuevo campeón del mundo.

### Título peso pluma IBF
El día 13 de noviembre de 2021 se enfrenta en el Sheffield Arena en Sheffield, Inglaterra contra el boxeador inglés Kid Galahad ganándole en el 6 asalto con un nocaut técnico convirtiéndose en ese momento en el campeón de peso pluma de la IBF.

###### Kiko vs. Warrington
El día 26 de marzo de 2022 se enfrenta al inglés Josh Warrington en su primera defensa del título. Pierde el combate en el 7.º asalto por nocaut técnico, tras propinarle el rival tres potentes cabezazos en la cara que le abren varios cortes.

## Premios, reconocimientos y distinciones
- Mejor Deportista Masculino de 2013 en los Premios Deportivos Provinciales de la Diputación de Alicante (2014)[15][16]
- Campeón EBU peso supergallo
- Campeón Unión Europea peso supergallo
- Título interino WBO del peso supergallo
- Campeón EBU peso pluma
- Campeón IBF peso pluma
- Campeón IBF peso supergallo

## Récord profesional
| 44 Ganadas (31 KOs), 12 Derrotas y 2 Empates |         |                              |                   |             |            |                                                                          |                                                     |
| Res.                                         | Récord  | Oponente                     | Tipo              | Rd., Tiempo | Fecha      | Localidad                                                                | Notas                                               |
| D                                            | 44-12-2 | Reiya Abe                    | UD                | 12          | 08-04-2023 | Ariake Arena, Kōtō, Japón                                                |                                                     |
| G                                            | 44-11-2 | Jordan Gill                  | TKO               | 4 (12)      | 29-10-2022 | Wembley Arena, Inglaterra                                                | Gana el título Europeo del peso pluma.              |
| D                                            | 43-11-2 | Josh Warrington              | TKO               | 7 (12)      | 26-03-2022 | Leeds, Inglaterra                                                        | Pierde el título IBF del peso pluma                 |
| G                                            | 43-10-2 | Kid Galahad                  | TKO               | 6 (12)      | 13-11-2021 | Sheffield Arena, Sheffield, Inglaterra                                   | Gana el título mundial de la IBF del peso pluma.    |
| G                                            | 42-10-2 | Jayro Duran                  | UD                | 8           | 11-09-2021 | Pabellón de la Vall d'Hebron, Barcelona                                  |                                                     |
| D                                            | 41-10-2 | Zelfa Barrett                | UD                | 12          | 13-02-2021 | Wembley Arena, Wembley                                                   |                                                     |
| G                                            | 41-9-2  | Noe Martínez Raygoza         | TKO               | 3 (8)       | 21-08-2020 | El Malecón, Torrelavega                                                  |                                                     |
| G                                            | 40-9-2  | Alexander Cazares            | UD                | 10          | 07-12-2019 | Polideportivo Vicente Trueba, Torrelavega                                |                                                     |
| D                                            | 39-9-2  | Gary Russell Jr.             | TKO               | 5 (12)      | 18-05-2019 | Barclays Center, Brooklyn, Nueva York, Estados Unidos                    | Por el título mundial de la WBC del peso pluma.     |
| G                                            | 39-8-2  | Marc Vidal                   | UD                | 12          | 27-10-2018 | Polideportivo Fernando Martin, Fuenlabrada, España                       | Ganó el título EBU (Europeo) del peso pluma.        |
| E                                            | 38-8-2  | Marc Vidal                   | Empate técnico    | 3 (12)      | 19-05-2018 | Plaza de Toros, Benidorm, España                                         | Por el título EBU (Europeo) del peso pluma.         |
| G                                            | 38-8-1  | Lorenzo Parra                | KO                | 3 (8)       | 26-08-2017 | Plaza de Toros, Benidorm, España                                         |                                                     |
| G                                            | 37-8-1  | Franklin Varela              | TKO               | 4 (8)       | 14-07-2017 | Palacio de los Deportes, Benidorm, España                                |                                                     |
| D                                            | 36-8-1  | Josh Warrington              | MD                | 12          | 13-05-2017 | First Direct Arena, Leeds, Reino Unido                                   | Por el título WBC International del peso pluma.     |
| G                                            | 36-7-1  | Leonel Hernández             | PTS               | 8           | 25-11-2016 | Palacio de los Deportes, Gijón, España                                   |                                                     |
| E                                            | 35-7-1  | Eusebio Osejo                | Empate (dividido) | 8           | 23-07-2016 | Palacio de los Deportes, Benidorm, España                                |                                                     |
| D                                            | 35-7    | Leo Santa Cruz               | TKO               | 5 (12)      | 27-02-2016 | Honda Center, Anaheim, Estados Unidos                                    | Por el título mundial WBA (Super) del peso pluma.   |
| G                                            | 35-6    | Miguel Alberto Gonzales Mena | TKO               | 4 (8)       | 12-12-2015 | Palau Olímpic Vall d'Hebron, Barcelona, España                           |                                                     |
| G                                            | 34-6    | Everth Briceno               | UD                | 8           | 14-11-2015 | Gran Canaria Arena, Las Palmas, España                                   |                                                     |
| G                                            | 33-6    | Herald Molina                | KO                | 1 (8)       | 23-10-2015 | Pabellón Pilar Fernández Valderrama, Valladolid, España                  |                                                     |
| D                                            | 32-6    | Scott Quigg                  | TKO               | 2(12)       | 18-07-2015 | Manchester Arena, Manchester, Lancashire, Reino Unido                    | Por el título mundial supergallo AMB WBA            |
| G                                            | 32-5    | George Gachechiladze         | TKO               | 2(8)        | 12-12-2014 | Palau Olimpic Vall d' Hebron, Barcelona, Cataluña, España                |                                                     |
| D                                            | 31-5    | Carl Frampton                | UD                | 12          | 9-2-2014   | Titanic Quarter, Belfast Irlanda del Norte, Reino Unido                  | Pierde el título de la IBF peso supergallo          |
| G                                            | 31-4    | Hozumi Hasegawa              | TKO               | 7 (12)      | 23-4-2014  | Osaka, Japón                                                             | Retiene el título Mundial IBF peso supergallo       |
| G                                            | 30-4    | Jeffrey Mathebula            | KO                | 9 (12)      | 22-12-2013 | Elche, Comunidad Valenciana, España                                      | Retiene el título Mundial IBF peso supergallo       |
| G                                            | 29-4    | Jhonathan Romero             | TKO               | 6 (12)      | 17-08-2013 | Revel Resort, Atlantic City, Nueva Jersey, Estados Unidos                | Gana el título Mundial IBF peso supergallo          |
| G                                            | 28-4    | Damian David Marchiano       | TKO               | 2 (8)       | 27-4-2013  | Club Atlético Vélez Sarsfield, Buenos Aires, Distrito Federal, Argentina |                                                     |
| D                                            | 27-4    | Carl Frampton                | TKO               | 9 (12)      | 09-02-2013 | Odyssey Arena, Belfast Irlanda del Norte, Reino Unido                    | Pierde el título de la EBU peso supergallo          |
| G                                            | 27-3    | Dougie Curran                | PTS               | 6 (6)       | 21-07-2012 | Belfast, Irlanda del Norte, Reino Unido                                  |                                                     |
| G                                            | 26-3    | Arsen Martirosyan            | TKO               | 12 (12)     | 09-03-2012 | Lyon, Rhône, Francia                                                     | Retiene el título vacante de la EBU peso supergallo |
| G                                            | 25-3    | Jason Booth                  | KO                | 10 (12)     | 15-04-2011 | Leganés, Comunidad de Madrid, España                                     |                                                     |
| G                                            | 24-3    | Oscar Chacin                 | PTS               | 6           | 18-02-2011 | Alicante, Comunidad Valenciana, España                                   |                                                     |
| G                                            | 23-3    | Arsen Martirosyan            | UD                | 12          | 11-11-2010 | National Stadium, Dublín, Irlanda                                        | Gana el título vacante de la EBU peso supergallo    |
| G                                            | 22-3    | Feliciano Dario Azuaga       | TKO               | 3(12)       | 16-04-2010 | Valladolid, Castilla y León, España                                      | Título interino supergallo WBO                      |
| G                                            | 21-3    | Said Chichti                 | KO                | 1(6)        | 11-12-2009 | Alicante, Comunidad Valenciana, España                                   |                                                     |
| D                                            | 20-3    | Takalani Ndlovu              | PTS               | 12(12)      | 25-09-2009 | Johannesburgo, Gauteng, Sudáfrica                                        | Eliminatoria título supergallo IBF                  |
| D                                            | 20-2    | Rendall Munroe               | PTS               | 12(12)      | 27-02-2009 | Metrodome, Barnsley, Yorkshire, Reino Unido                              | Por el título europeo de la EBU peso supergallo     |
| G                                            | 20-1    | Gheorghe Ghiompirica         | PTS               | 6(6)        | 18-12-2008 | Dublin City University, Dublín, Irlanda                                  |                                                     |
| G                                            | 19-1    | Silviu Lupu                  | TKO               | 1(10)       | 12-08-2008 | Plaza de toros de Benidorm, Alicante, Comunidad Valenciana, España       |                                                     |
| G                                            | 18-1    | Lante Addy                   | TKO               | 8(8)        | 12-08-2008 | National Basketball Arena, Dublín, Irlanda                               |                                                     |
| D                                            | 17-1    | Rendall Munroe               | PTS               | 9(12)       | 07-03-2008 | Nottingham, Nottinghamshire, Reino Unido                                 | Pierde el título europeo de la EBU peso supergallo  |
| G                                            | 17-0    | Bernard Dunne                | TKO               | 1(12)       | 25-08-2007 | The point, Dublín, Irlanda                                               | Retiene el título europeo de la EBU peso supergallo |
| G                                            | 16-0    | Andrei Florin                | TKO               | 1(8)        | 30-09-2007 | Catral, Comunidad Valenciana, España                                     |                                                     |
| G                                            | 15-0    | Edison Torres                | PTS               | 8(8)        | 22-12-2013 | Dolores, Comunidad Valenciana, España                                    |                                                     |
| G                                            | 14-0    | John Bikai                   | PTS               | 12(12)      | 14-07-2006 | Alicante, Comunidad Valenciana, España                                   | Retiene el título europeo de la EBU peso supergallo |
| G                                            | 13-0    | Andrei Florin                | TKO               | 3(6)        | 26-05-2006 | Dolores, Comunidad Valenciana, España                                    |                                                     |
| G                                            | 12-0    | Salem Bouaita                | PTS               | 10(10)      | 10-03-2006 | Elche, Comunidad Valenciana, España                                      | Gana el título europeo de la EBU peso supergallo    |
| G                                            | 11-0    | Peter Balaz                  | KO                | 1(6)        | 25-11-2005 | Dolores, Comunidad Valenciana, España                                    |                                                     |
| G                                            | 10-0    | Manuel Seguera               | TKO               | 2(6)        | 14-10-2005 | Dolores, Comunidad Valenciana, España                                    |                                                     |
| G                                            | 9-0     | Manuel Gomes                 | KO                | 4(12)       | 15-07-2005 | Benidorm, Comunidad Valenciana, España                                   |                                                     |
| G                                            | 8-0     | Sergei Nikitin               | TKO               | 2(8)        | 06-05-2005 | Alicante, Comunidad Valenciana, España                                   |                                                     |
| G                                            | 7-0     | Frederic Bonifai             | TKO               | 2(8)        | 4-03-2005  | León, Castilla y León, España                                            |                                                     |
| G                                            | 6-0     | Nikolai Mihailov             | TKO               | 4(6)        | 4-02-2005  | Alcalá de Henares, Comunidad de Madrid, España                           |                                                     |
| G                                            | 5-0     | Julio Vargas                 | TKO               | 4(6)        | 11-11-2004 | Madrid, Comunidad de Madrid, España                                      |                                                     |
| G                                            | 4-0     | Juan García Martín           | TKO               | 3(6)        | 15-10-2004 | Pozuelo de Alarcón, Comunidad de Madrid, España                          |                                                     |
| G                                            | 3-0     | Cristiano Andrés Oliveira    | KO                | 1(4)        | 10-09-2004 | Valladolid, Castilla y León, España                                      |                                                     |
| G                                            | 2-0     | Irimiea Ion                  | TKO               | 3(4)        | 24-07-2004 | Alicante, Comunidad Valenciana, España                                   |                                                     |
| G                                            | 1-0     | David Casero                 | TKO               | 3(4)        | 11-06-2004 | Leganés, Comunidad de Madrid, España                                     | Debut profesional                                   |